# Zena (Oklahoma)
Zena es un lugar designado por el censo ubicado en el condado de Delaware en el estado estadounidense de Oklahoma. En el Censo de 2010 tenía una población de 122 habitantes y una densidad poblacional de 21,55 personas por km².

## Geografía
Zena se encuentra ubicado en las coordenadas 36°30′47″N 94°50′44″O / 36.51306, -94.84556. Según la Oficina del Censo de los Estados Unidos, Zena tiene una superficie total de 9.11 km², de la cual 9.11 km² corresponden a tierra firme y (0%) 0 km² es agua.

## Demografía
Según el censo de 2010, había 122 personas residiendo en Zena. La densidad de población era de 21,55 hab./km². De los 122 habitantes, Zena estaba compuesto por el 67.21% blancos, el 1.64% eran afroamericanos, el 25.41% eran amerindios, el 0% eran asiáticos, el 0% eran isleños del Pacífico, el 0% eran de otras razas y el 5.74% pertenecían a dos o más razas. Del total de la población el 0.82% eran hispanos o latinos de cualquier raza.